# Eižens Laube
Eižens Laube (25. května 1880 Riga – 21. července 1967 Portland) byl lotyšský architekt, teoretik a pedagog.
Od roku 1900 pracoval v ateliéru Konstantīna Pēkšēnse a v roce 1907 promoval na Rižském polytechnickém institutu. Podnikl studijní cesty do Německa a Francie, první světovou válku prožil v Moskvě. Po vyhlášení lotyšské nezávislosti se stal oblíbencem prezidenta Karlise Ulmanise a tvůrcem nové tváře lotyšské metropole, kde uplatnil své národněromantické pojetí architektury s prvky secese a funkcionalismu. Navrhl více než dvě stovky staveb a řídil adaptaci Rižského zámku na sídlo prezidenta. K jeho významným stavbám patří také hotel Ķemeri v Jurmale, obchodní banka na ulici Brivibas v Rize a budova Rižské lotyšské společnosti. Stal se děkanem fakulty architektury na univerzitě v Rize, kde v roce 1930 získal čestný doktorát. Byl předsedou Společnosti lotyšských architektů a zakladatelem odborného časopisu Latvijas Architektūra.
Před postupující Rudou armádou v roce 1944 uprchl do Německa, kde vyučoval na exilové univerzitě v Pinnebergu a podepsal memorandum Lotyšské ústřední rady. Od roku 1950 žil v USA.